# Erweiterte Funktion
Eine erweiterte Funktion und der damit eng verbundene Begriff einer echten Funktion ist eine Funktion, deren Wertebereich um den symbolischen Wert unendlich erweitert wird. Dies erleichtert den Umgang mit der Funktion, da man sich auf die Urbildmengen von Interesse konzentrieren kann, allen anderen Mengen wird der Funktionswert unendlich zugewiesen. Dadurch kann unter Umständen auf Fallunterscheidungen verzichtet werden.

## Definition
Gegeben ist eine Funktion {\displaystyle f\colon V\to \mathbb {R} } sowie eine Menge {\displaystyle M\subset V}, auf der die Funktion eine gewisse Eigenschaft von Interesse besitzt. Dann heißt die Funktion {\displaystyle {\tilde {f}}\colon V\to \mathbb {R} \cup \{{+\infty }\}} mit
{\displaystyle {\tilde {f}}(x)={\begin{cases}f(x)&{\text{ falls }}x\in M\\{+\infty }&{\text{ sonst}}\end{cases}}}
erweiterte Funktion zu {\displaystyle f}. Typische Eigenschaften von Interesse sind zum Beispiel Monotonie, Konvexität oder Wohldefiniertheit. Die erweiterte Funktion ist ebenfalls auf ganz {\displaystyle V} definiert. Die Menge
{\displaystyle \operatorname {dom} ({\tilde {f}})=\{x\in V\mid {\tilde {f}}(x)<{+\infty }\}}
heißt der wesentliche Definitionsbereich von {\displaystyle {\tilde {f}}}. Ist {\displaystyle \operatorname {dom} ({\tilde {f}})\neq \emptyset }, so heißt {\displaystyle {\tilde {f}}} eine echte Funktion.

## Beispiele

### Monotonie
Als Beispiel betrachten wir die Funktion {\displaystyle f\colon \mathbb {R} \to \mathbb {R} }, definiert durch {\displaystyle f(x)=-x^{2}}. Sie ist monoton fallend auf dem Intervall {\displaystyle [0,\infty )}. Um diese Eigenschaft nun auf ganz {\displaystyle \mathbb {R} } zu übertragen, setzen wir {\displaystyle M=[0,\infty )}. Demnach gilt:
{\displaystyle {\tilde {f}}(x)={\begin{cases}-x^{2}&{\text{ falls }}x\in [0,\infty )\\{+\infty }&{\text{ sonst}}\end{cases}}}
Die erweiterte Funktion ist nun nach den Rechenregeln mit unendlich monoton fallend auf ganz {\displaystyle \mathbb {R} }.

### Konvexität
Ist {\displaystyle f} konvex auf der Menge {\displaystyle C}, so ist die erweiterte konvexe Funktion {\displaystyle {\tilde {f}}\colon V\to \mathbb {R} \cup \{{+\infty }\}} durch
{\displaystyle {\tilde {f}}(x)={\begin{cases}f(x)&{\text{ falls }}x\in C\\{+\infty }&{\text{ sonst}}\end{cases}}}
definiert. Mit den Rechenregeln für unendlich ist diese Funktion nun konvex auf ganz {\displaystyle V} und nicht nur auf der Menge {\displaystyle C}. Beispielsweise ist die Sinusfunktion konvex auf dem Intervall {\displaystyle [-\pi ,0]}. Somit lautet die erweiterte Funktion
{\displaystyle {\tilde {f}}(x)={\begin{cases}\sin(x)&{\text{ falls }}x\in [-\pi ,0]\\{+\infty }&{\text{ sonst.}}\end{cases}}}
Diese Funktion ist nun konvex auf ganz {\displaystyle \mathbb {R} }.

### Definitionslücken
Betrachtet man die Funktion {\displaystyle f(x)={\tfrac {1}{x^{2}}}}, so ist diese an der Stelle {\displaystyle x=0} nicht definiert. Setzt man nun {\displaystyle M=D_{f}}, wobei {\displaystyle D_{f}} der Definitionsbereich ist, so gilt:
{\displaystyle {\tilde {f}}(x)={\begin{cases}{+\infty }&{\text{ falls }}x=0\\{\frac {1}{x^{2}}}&{\text{ sonst}}\end{cases}}}
Die erweiterte Funktion ist jetzt auf ganz {\displaystyle \mathbb {R} } definiert und es können Operationen mit der Funktion ausgeführt werden, ohne Rücksicht auf die Definitionslücke zu nehmen. Es darf aber nicht aus der erweiterten Funktion geschlossen werden, dass {\displaystyle {\tfrac {1}{0^{2}}}={+\infty }} gelte, da der Wert {\displaystyle +\infty } erst im Nachhinein festgelegt wurde.

## Verwendung
Erweiterte Funktionen finden sich in vielen Bereichen der Analysis, insbesondere der Optimierung. Hier bieten sie den Vorteil, dass man bei erweiterten Definitionen immer noch sinnvoll minimieren kann, aber keine formalen Probleme mit Definitionslücken oder nicht-konvexen Bereichen der Funktion bekommt.